# 대전 충남 행정 통합
대전 충남 행정 통합은 대전광역시, 충청남도를 통합하여 출범하는 지역 행정 현안 사업이다.

## 같이 보기
- 대전광역시
- 충청남도
- 행정안전부